# Tênis na Universíada de Verão de 1965

## Quadro de medalhas
| Ordem | País                | Medalha de ouro | Medalha de prata | Medalha de bronze |   |
| ----- | ------------------- | --------------- | ---------------- | ----------------- | - |
| 1     | ITA Itália          | 2               |                  | 1                 | 3 |
| 2     | JPN Japão           | 2               |                  | 1                 | 3 |
| 3     | USA Estados Unidos  | 1               |                  | 1                 | 2 |
| 4     | URS União Soviética |                 | 5                |                   | 5 |
| 5     | HUN Hungria         |                 |                  | 1                 | 1 |
| 6     | NED Países Baixos   |                 |                  | 1                 | 1 |